# London County Hall
Le London County Hall, ou simplement County Hall, est un bâtiment du borough londonien de Lambeth, à Londres.
Il était le siège du London County Council et plus tard du Greater London Council. Le bâtiment se trouve sur la rive sud de la Tamise, juste au nord du Westminster Bridge et à proximité du Palais de Westminster.
Aujourd'hui, le London County Hall est reconverti pour le divertissement et accueille par exemple le Sea Life London Aquarium et le London Dungeon. Le London Eye est situé à côté.